# Združeno kraljestvo Velike Britanije in Irske
Združeno kraljestvo Velike Britanije in Irske (United Kingdom of Great Britain and Ireland) je bila država, ki je nastala z združitvijo kraljevine Velike Britanije z Irsko kraljevino leta 1801. Trajala je do leta 1922, ko se je preoblikovala v Združeno kraljestvo Velike Britanije in Severne Irske.

## Odnosi med Veliko Britanijo in Irsko kraljevino
Prvi angleški kralj, ki je zasedel irsko ozemlje, je bil Henrik II. Angleški leta 1171, ki je s tem hotel preprečiti nastanek nove normanske države. Papež Hadrijan IV. je osvojitev potrdil in imenoval za vladarja novih ozemelj Henrikovega sina Ivana. Ko je pozneje Ivan Brez dežele zasedel angleški prestol, so ta ozemlja avtomatično postala odvisna od angleške krone, vendar je šlo v glavnem za formalnost, saj se je Irska uspešno samoupravljala. Šele v 13. in 14. stoletju se je začela uvajati angleška zakonodaja Common Law, čeprav so bili angleški priseljenci že v precejšnji meri asimilirani. Do izrecnega pritiska oblasti na Irce je prišlo v 16. stoletju, ko so bila posestva domačinov, katolikov, razlaščena in dodeljena angleškim in škotskim protestantskim kolonom. S tem so se začeli politični spopadi v imenu religije, ki se vse do danes še niso povsem unesli. Medtem ko so Angleži, Valižani in pozneje Škoti sprejeli protestantizem, so Irci ostali katoliki, tudi zato, ker je verska reforma sovpadala z angleško osvajalno politiko. Pod Henrikom VIII. je bila angleška oblast na Irskem izpopolnjena: angleški koloni so popolnoma spremenili stare fevdalne navade in gelsko izročilo je zamrlo. 
Irski prestol je bil od vsega začetka apanaža angleškega kralja, se pravi njegov osebni vir dohodkov, kar je predpostavljalo njegov nadzor politike in gospodarstva. Kralja je v irskem parlamentu zastopal Lord Deputy, pozneje Lord Lieutenant of Ireland, ki je le redkokdaj bil Irec. Dvodomni irski parlament je imel malo oblasti, saj je bila že njegova ustanovna listina iz leta 1494 (Poynings' Law) poimenovana kot "An Act that no Parliament be holden in this Land until the Acts be certified into England" (=dogovor o neobstojnosti lokalnega parlamenta brez angleškega dovoljenja) .
V teku stoletij se stanje ni veliko spreminjalo. Še leta 1782 se je britanski parlament skliceval na listino, odobreno leta 1719, ki je ugotavljala, da "si irski parlament prisvaja zakonodajno in sodno oblast, kar je treba preučiti, popraviti in urediti" v smislu dejstva, da je Irska kraljevina podložna angleški kroni in britanskemu parlamentu, ki "je popolnoma upravičen, da izdaja zakone, ki veljajo tudi za irsko prebivalstvo" . Temu stališču se je uprl irski parlament, ki je istega leta 1782 izdal Constitution (ustavni zakon), s katerim zavrača britanske omejitve svoje zakonodajne pravice. Dejansko je bila s tem pospešena irska vstaja iz leta 1798, ki je direktno povzročila združenje Irske z Veliko Britanijo. 

## Ustanovitev države
Ustanovno listino Act of Union (1800) je sestavljalo osem poglavij. V prvih štirih poglavjih so bile urejene politične strani dogovora, to je razpustitev irskega parlamenta in državne suverenosti za obe državi, ki naj se združita pod imenom Združeno kraljestvo Velike Britanije in Irske; med drugim je bilo predvideno, da bodo imeli Irci preko sto sedežev v novem združenem parlamentu, kar je bilo več, kot bi jim pripadalo glede na število prebivalcev. S petim poglavjem je bila določena ustanovitev skupne anglo-irske cerkve. Šesto poglavje je vsebovalo carinske dogovore, ki so potrjevali carinske prispevke na irski uvoz britanskega blaga in so omejevali britanske dajatve na uvoz iz irskih krajev. Sedmo poglavje je določalo odstop dveh sedemdesetin irskega dohodka v državne blagajne. Z osmim poglavjem so bili urejeni pravni vidiki dogovora. Nastala je tudi nova državna zastava, ki je še danes zastava Združenega kraljestva, to je kombinacija prejšnje britanske zastave s križem svetega Patrika, ki predstavlja Irsko. 
Irci so od združitve pričakovali preklic zakonov, ki so v britanskem parlamentu prepovedovali prisotnost katoličanov in prezbiterjancev, toda Jurij III. je izrecno nastopil proti vsakemu odloku, ki bi nasprotoval njegovi prisegi o zaščiti anglikanske cerkve. V naslednjih letih so se vrstile množične ljudske manifestacije, ki so privedle leta 1829 do katoliške emancipacije v parlamentu.

## Državna politika
Francoska revolucija in njene posledice so imele znaten politični in socialni odmev na Britanskem. Britanci, sicer globoko konservativni, so razumeli francoski padec monarhije in Napoleonove vojne kot skrajno potrebo po modernizaciji svojega monarhičnega režima. K takemu mišljenju je pripomogel tudi sam prestolonaslednik in kraljevi regent Jurij Friderik (bodoči kralj Jurij IV. Britanski), ko je leta 1820 vložil parlamentu prošnjo za ločitev od soproge Karoline in zakonsko zvezo z dotedanjo ljubico. Javno mnenje je zahtevalo, tudi s pouličnimi demonstracijami, demokratizacijo države. To je povzročilo začetek tako imenovane dobe reform, ki je trajala do leta 1837.
Ustavne spremembe te dobe so večinoma reforme parlamenta in krčenje kraljeve oblasti. Zelo pomembni sta odločitvi v zvezi z versko pripadnostjo akademikov in politikov. Leta 1829 je bil preklican zakon, ki je omejeval poklicno uveljavitev ne-anglikanskih protestantov. Zaradi upravičene bojazni pred irsko vstajo je bil še istega leta ratificiran tudi zakon o emancipaciji katolikov, ki je preklical zgodovinske omejitve politične kariere katoličanov. Ti dve odločitvi nista pomembni samo zaradi njune očitne demokratičnosti, temveč predvsem zaradi vloge obeh političnih vej parlamenta, Tory in Whig, pri odločitvi: postalo je jasno, da ne more priti do bistvenih reform brez njunega konkretnega sodelovanja. Drugače povedano, konzervativna in nepopustljiva stranka aristokratskih torijev je morala sprejeti napredne ideje liberalnih whigov . Takojšnja posledica je bila globoka sprememba v parlamentarnem sistemu. Množica parlamentarnih sedežev, ki jih je kontrolirala maloštevilna elita posestnikov, je bila ukinjena s sprejemom predstavnikov večjih mest in industrializiranih področij, vendar tudi te inovacije niso šle mimo verskega sektaštva. Kljub temu je parlamentarna preureditev odločilno vplivala na politično organizacijo mestnih uprav. Razvil se je meščanski srednji sloj, ki je ob podpori izobražencev privilegiral humanitarne dejavnosti, zaščito revnejših kategorij prebivalstva, emancipacijo žensk in pravno ureditev otroškega dela. .
Najpomembnejši reformi tega časa sta bili sprememba volilnega sistema in ukinitev trgovanja s sužnji. Med velike novosti, ki jih je združitev uvedla na Irskem, je prišteti tudi ustanovitev javnih šol z angleškim učnim jezikom. Na ta način je angleščina postopoma nadomestila gelščino v pogovornem jeziku. Še danes, ko je gelščina spet uradni jezik na Irskem, prebivalstvo v vsakdanji rabi govori večinoma samo angleščino.
Leta 1834 je moral Viljem IV. sprejeti prvega ministra, ki ga je določila politična večina v parlamentu. S tem je izgubil nadzor nad parlamentom in se politično zavezal z večino . Z Viljemovo smrtjo se zaključi doba reform, saj je bilo doseženo ravnovesje med parlamentarno in kraljevo oblastjo. Dobo kraljice Viktorije, ki je sledila, zaznamuje živahni gospodarski razvoj, medtem ko so se politični spori omejili večinoma na stoletno vprašanje sožitja med Angleži in Irci, ozirom med protestanti in katoliki. To je privedlo leta 1920 do delitve irskega ozemlja na dve državi, Irsko in Severno Irsko, od katerih se je katoliška Irska odločila za samostojnost, protestantska Severna Irska pa je ostala v Združenem kraljestvu. Leta 1922 se je kraljevina preimenovala v Združeno kraljestvo Velike Britanije in Severne Irske.

## Gospodarska rast
Vzporedno s parlamentarnimi reformami devetnajstega stoletja so se množile gospodarske reforme. Ker je bil ekonomski razvoj odvisen od notranje industrializacije in razvoja trgovine s kolonijami, je bila uvedena tako imenovana free trade, to je prosta trgovina, ki je omejevala carine na uvoz in izvoz. Leta 1846 je bil preklican zakon o uvozu žitaric, s čimer so bile postavljene prve osnove prostega trgovanja, ki je s časom izoblikovalo britanski merkantilizem. Na finančnem področju  je prišla do izraza potreba po nizki obdavčitvi prebivalstva, za dosego katere so se pretekle fevdalne navade morale umakniti v prid strokovne sposobnosti in učinkovitosti novih izobražencev; dejansko je bila davčna stopnja tiste dobe le 10%, kar je manj kot v vseh modernih državah 
Gospodarska modernizacija je prestavila mednarodno pomembnost od vojaške na ekonomsko raven, kar je med drugim zelo zmanjšalo vrednost preteklih zavezništev. Velesile prejšnjih časov, ki so slonele na vojni mornarici, so postopoma izgubile svojo pomembnost, medtem ko je Združeno kraljestvo razvilo ne samo vojno, temveč predvsem trgovsko floto. Izkoriščanje prekomorskih posesti se z uvedbo merkantilizma ni ustavilo, poleg tega je prosta trgovina pospešila trgovske izmenjave z nevtralnimi državami, na primer z južno Ameriko. S tem je britanski imperij razvil donosno in najbolj vplivno trgovinsko poslovanje na svetu.
Z industrijsko revolucijo v času vladanja kraljice Viktorije (1837-1901) je Britanski imperij dosegel višek gospodarske moči. Kraljica sama se sicer ni veliko udejstvovala v politiki, vendar je bila priljubljena zaradi slovesa poštene, moralne, domoljubne matere in žene. V ljudskem izročilu je kraljica Viktorija ostala v spominu kot začetnica miru in blaginje, čeprav gre zasluga za britanski napredek predvsem parlamentarcem tiste dobe. Splošno ekonomsko stanje je bilo res na višku, za kar pa gre zahvala industrijski revoluciji. Materialna blaginja Britancev je res dosegla visoke standarde, vendar je to bila posledica preteklih kolonialnih osvojitev in uvedbe merkantilizma. Novi življenjski pogoji so le poglobili razlike med bogatimi in revnimi, medtem ko je srednji meščanski sloj nastajal iz posameznikov, ki jim je industrializacija pomagala iz revščine. Kljub opevani blaginji je prav materialno pomanjkanje opravičevalo zaposlitev otrok v industriji, rudnikih, hišnih delih in prostituciji .

## Vojaške operacije
V času Napoleonovih vojn (1803-1815) je število britanskih oboroženih enot naraslo od 40 na preko 250 tisoč mož , ki so se borili v osrednji Evropi. Medtem ko je Napoleon nameraval z vojaškimi posegi uničiti britansko gospodarstvo, je prav organizacija moderne britanske ekonomije finančno omogočila vojaško zmago. 
Istočasno je bila britanska vojska aktivna tudi na ameriški celini. Britanska zapora francoskih pristanišč je hudo prizadela trgovino mlade ameriške države z Evropo, zato je leta 1807 predsednik Thomas Jefferson odredil neke vrste embargo za britanske ladje v ameriških pristaniščih. Nesoglasja med državama so tudi zadevala prisilno novačenje ameriških mornarjev v britansko floto in britansko podporo domačinom, ki so se upirali ameriškemu prodiranju v notranjost dežele . Po raznih bitkah se je vojna zaključila leta 1814 s povrnitvijo na status quo.
Razen teh dveh vojn je država aktivno sodelovala še v Krimski vojni (1850), ki ni imela večjih posledic, je pa pripomogla do boljše organizacije zdravniške intervencije na bojiščih.
Za časa vladanja Jurija V. se je v Evropi odigrala prva svetovna vojna, v teku katere je bil med glavnimi sovražniki Britancev nemški cesar, čeprav kraljevi pravi bratranec. Tudi velik del britanskega plemstva je bil v tesnem sorodstvu z nemškim. Da bi dokazal “pristnost” britanske aristokracije, se je kralj leta 1917 odpovedal nemškim plemiškim nazivom in spremenil ime svoje rodbine v Windsor (namesto nemškega Saxon-Coburg-Gotha). Po njegovem zgledu so se vsi njegovi sorodniki odpovedali nemškim nazivom in si nadeli anglofone priimke. 

## Nasledstvo na prestolu
Ob ustanovitvi države leta 1801 je bil na prestolu kralj Jurij III. Britanski, ki je na stara leta hudo zbolel in je moral sprejeti regentstvo sina Jurija, kateri ga je po smrti 1820. tudi nasledil kot Jurij IV. Britanski. Za njim je 1830. zasedel prestol njegov brat Viljem IV. Britanski. Oba sta se večkrat zoperstavila parlamentu, a brez večjih uspehov. Za časa njunega vladanja je parlament odobril več demokratičnih zakonov in notranjih preureditev ter tako postal dejansko suveren državni organ . Po Viljemovi smrti leta 1837 je britanska krona prešla na njegovo nečakinjo Viktorijo, medtem ko so hanoverske posesti, kjer je veljal Salijski zakonik, pripadle mlajšemu bratu Ernestu Avgustu. Viktorija je podedovala kraljevino pri osemnajstih letih in je obdržala prestol do smrti leta 1901, ko jo je nasledil sin Edvard VII. Britanski do svoje smrti leta 1910. Za Edvardom je prestol pripadel njegovemu sinu Juriju, ki je vladal do leta 1936, to je tudi po letu 1922, ko se je kraljevina preimenovala v Združeno kraljestvo Velike Britanije in Severne Irske.